# Jens Tang Olesen
Jens Tang Olesen (nacido el 27 de septiembre de 1947) es un entrenador de fútbol danés. Recientemente estuvo a cargo del equipo nacional de fútbol de Groenlandia.
Anteriormente dirigió Viborg FF, Randers Freja, FC Aarhus y Vejle Boldklub.
En 2003, fue brevemente Director de Deportes del FC Aarhus.
En 1982, fue nombrado Entrenador de fútbol danés del año.